# Dervo Sejdić
Dervo Sejdić (1956) è un attivista bosniaco di etnia Rom, attuale vicepresidente dell'ONG Kali Sara Roma Information Center di Sarajevo.
Insieme a Jacob Finci, un eminente ebreo bosniaco e ambasciatore della Bosnia-Erzegovina in Svizzera, nel 2006 ha lanciato un appello alla Corte europea dei diritti dell'uomo sulla base del fatto che la Costituzione della Bosnia ed Erzegovina viola la Convenzione europea dei diritti dell'uomo, impedendo ai cittadini non appartenenti ai Popoli costitutivi della Bosnia ed Erzegovina (tra cui Rom ed ebrei) di presentarsi alle elezioni per la Presidenza della Bosnia ed Erzegovina e per la Camera dei popoli. La sentenza è stata emessa a loro favore nel settembre 2009.
La risoluzione della questione costituzionale al centro del caso è un grosso ostacolo al progresso della Bosnia-Erzegovina verso l'adesione all'Unione europea.
Nel febbraio 2022 ha presentato una sua proposta di modifica della Costituzione della Bosnia ed Erzegovina per superare i problemi relativi all'assenza di rappresentanza delle minoranze nazionali e dei cittadini non appartenenti ai tre popoli costitutivi. Il 15 marzo 2022 si è iscritto al Partito Socialdemocratico di Bosnia ed Erzegovina per continuare la sua battaglia per i diritti delle minoranze nazionali nell'arena politica. Il 25 luglio seguente ha chiamato alla protesta la cittadinanza della Bosnia ed Erzegovina contro la proposta di cambiamenti alla legge elettorale della Federazione di Bosnia ed Erzegovina avanzata dall'Alto rappresentante Christian Schmidt che avrebbe rafforzato la spartizione etno-nazionale delle cariche politiche. Alle elezioni generali del 2022 si è candidato per la Camera dei rappresentanti della Bosnia ed Erzegovina, ma avendo ricevuto 3 592 voti non è risultato eletto.